# Infos
„Infos” – biuletyn otwartego dostępu z krótkimi artykułami informacyjno-analitycznymi dotyczącymi ważnych zagadnień dla Polski, jej gospodarki i społeczeństwa, oraz problemów międzynarodowych, wydawane od 2006 przez Biuro Analiz Sejmowych Kancelarii Sejmu.

## Opis
„Infos” ma formę 4-stronicowego biuletynu w formacie A4, standardowo drukowanego w dwóch kolorach. Autorami tekstów są eksperci Biura Analiz Sejmowych, pracownicy naukowi polskich uczelni oraz praktycy.
Czasopismo w wersji papierowej jest dostępne w Holu Głównym gmachu Sejmu (przy pokoju dziennikarzy na I piętrze) oraz przy Punkcie Konsultacyjnym Biura Analiz Sejmowych na tzw. wysokim parterze Starego Domu Poselskiego. Pełną treść każdego numeru można pobrać w formacie PDF ze stron Sejmu oraz Biura Analiz Sejmowych.

## Indeksowanie w bazach danych
- CEEOL (pełne teksty, od 1 stycznia 2011)[2]
- EBSCO Business Source Complete (pełne teksty, od 8 czerwca 2011)
- EBSCO Business Source Corporate PLUS (pełne teksty, od 8 czerwca 2011)
- EMIS (pełne teksty, od 1 stycznia 2009)